# Хелмек (Любуське воєводство)
Хелмек (пол. Chełmek) — село в Польщі, у гміні Нова Суль Новосольського повіту Любуського воєводства.
Населення — 449 осіб (2011).
У 1975-1998 роках село належало до Зеленогурського воєводства.

## Демографія
Демографічна структура станом на 31 березня 2011 року:
|          | Загалом | Допрацездатний вік | Працездатний вік | Постпрацездатний вік |
| -------- | ------- | ------------------ | ---------------- | -------------------- |
| Чоловіки | 229     | 44                 | 169              | 16                   |
| Жінки    | 220     | 55                 | 127              | 38                   |
| Разом    | 449     | 99                 | 296              | 54                   |